# Udvarhelyszék

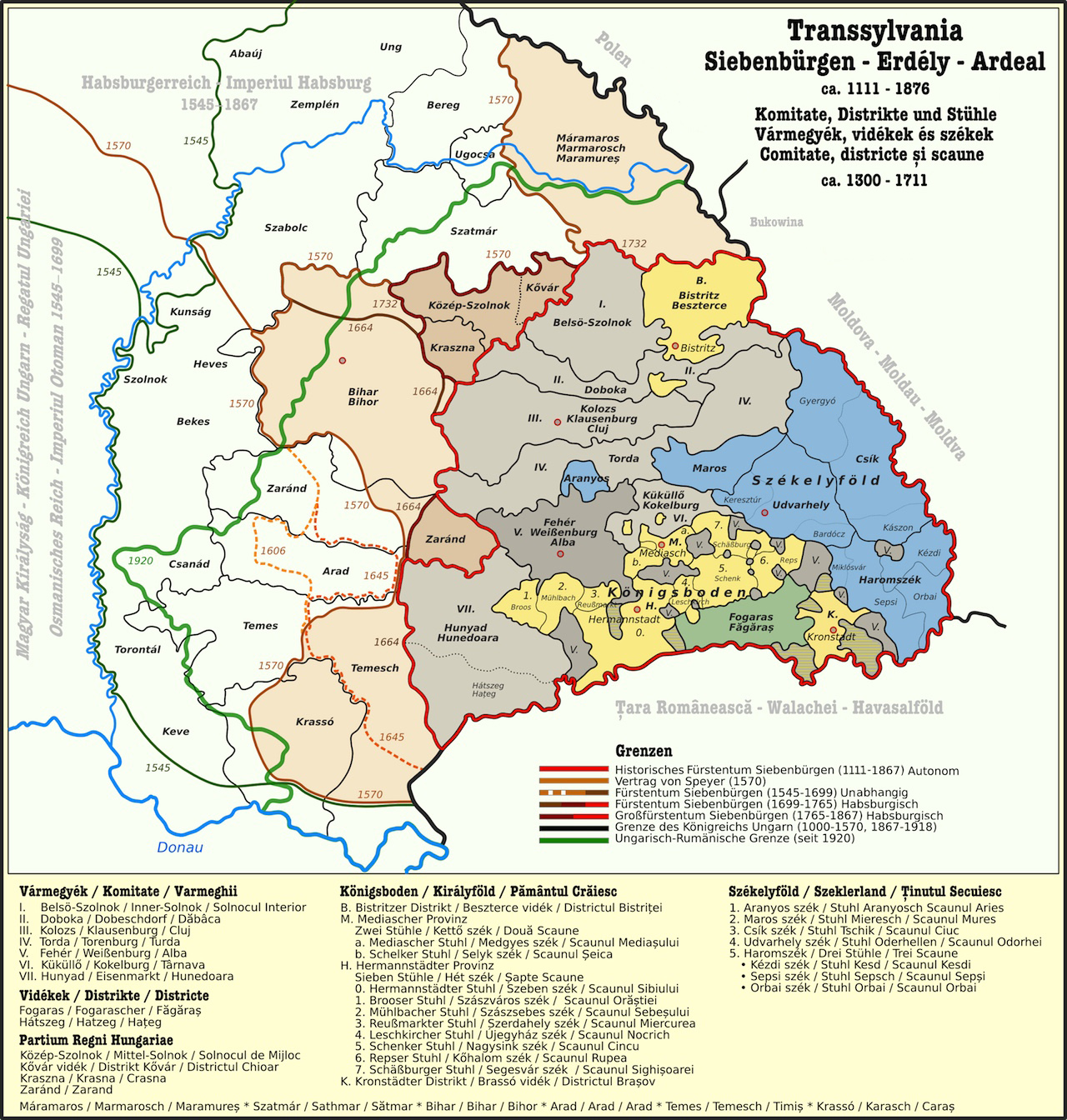
Udvarhelyszék (östlich in blau) auf einer Karte Siebenbürgens

Udvarhelyszék (auch Udvarhely szék) war eine Verwaltungseinheit (Stuhl, ungarisch Szék) der Székler im Osten Siebenbürgens. Verwaltungssitz war Székelyudvarhely.
Sie wurde am 19. Juni 1876 im Zuge der Komitatsreform in das Komitat Udvarhely eingegliedert.

## Beschreibung
Udvarhelyszék lag im Westen des Szeklerlands und grenzte im Nordosten an Csíkszék, im Süden an Háromszék, Exklaven des Komitats Felső-Fehér sowie an den Repser und den Schäßburger Stuhl, und im Westen an das Komitat Küküllő.
Der Stuhl hatte 1869 98.224 Einwohner auf einer Fläche von 2.603 km². Hiervon waren 95.039 (96,8 %) Magyaren, 1989 (2 %) Rumänen, 276 (0,3 %) Deutsche sowie 920 (0,9 %) Sonstige. Es bestand folgende Verwaltungsgliederung:
| Stuhlbezirk             | Verwaltungssitz    |
| ----------------------- | ------------------ |
| Bezirk Homoród          | Homoródszentmárton |
| Bezirk Korond           | Felsősófalva       |
| Bezirk Olasztelek       | Bardóc             |
| Bezirk Székelykeresztúr | Székelykeresztúr   |
| Bezirk Udvarhely        | Székelyudvarhely   |